# Fuchsia nana
Fuchsia nana är en dunörtsväxtart som beskrevs av Paul Edward Berry. Fuchsia nana ingår i släktet fuchsior, och familjen dunörtsväxter. Inga underarter finns listade i Catalogue of Life.